# 成就院 (台東区東上野)
成就院（じょうじゅいん）は、東京都台東区にある真言宗智山派の寺院。なお、当院の約400メートル東の同区元浅草に同名の寺がある。そちらの寺も真言宗智山派である。混同を避けるため、当院はかつて下谷の田んぼの中にあったことから「下谷田中成就院」とも呼ばれている。

## 歴史
1611年（慶長16年）、鏡傳法印によって開山された。元々は神田に位置していたが、1648年（慶安元年）に現在地に移転した。
その後、安政大地震や関東大震災などで堂宇を焼失しているので、成就院の由来を記した文書は残っていない。
池波正太郎の時代小説『鬼平犯科帳』の「夜鷹殺し」で、当院の名がでることから、鬼平ファンが聖地巡礼に訪れるという。

## 交通アクセス
- 稲荷町駅より徒歩1分（経路案内）。